# Le Villard (Lozère)
Le Villard est une ancienne commune de France, situé dans le département de la Lozère en région Occitanie, aujourd'hui commune associée de Chanac.

## Géographie
Elle se trouve en bordure du causse de Sauveterre, dans la vallée du Lot.

## Histoire
Le 1er janvier 1973, elle fusionne avec Chanac sous le régime de la fusion-association.

## Démographie
| 1793 | 1800 | 1806 | 1821 | 1831 | 1836 | 1841 | 1846 |
| ---- | ---- | ---- | ---- | ---- | ---- | ---- | ---- |
| 380  | 199  | 370  | 366  | 269  | 276  | 278  | 252  |

| 1851 | 1856 | 1861 | 1866 | 1872 | 1876 | 1881 | 1886 |
| ---- | ---- | ---- | ---- | ---- | ---- | ---- | ---- |
| 244  | 234  | 229  | 243  | 230  | 244  | 252  | 236  |

| 1891 | 1896 | 1901 | 1906 | 1911 | 1921 | 1926 | 1931 |
| ---- | ---- | ---- | ---- | ---- | ---- | ---- | ---- |
| 205  | 180  | 188  | 192  | 159  | 140  | 129  | 133  |

| 1936 | 1946 | 1954 | 1962 | 1968 | 1973 | - | - |
| ---- | ---- | ---- | ---- | ---- | ---- | - | - |
| 125  | 115  | 107  | 96   | 98   | -    | - | - |

## Culture locale et patrimoine

### Lieux et monuments
- Ensemble fortifié du Villard